# Affondatore (1865)
Affondatore var et italiensk panserskib, og det blev bestilt til den nye italienske marine, der blev skabt, da Italien blev forenet i 1861.
Værftskapaciteten i Italien var begrænset, hvorfor marinen måtte gøre brug af udenlandske værfter.
Skibet blev bygget i Storbritannien, og det var et af de tidligste eksempler på et stort krigsskib udrustet med drejelige kanontårne.
Affondatore havde i tilgift både jernskrog og en kraftig vædderstævn. Navnet betyder sænkeren eller den, der sender til bunds, hvilket illustrerede de store forventninger, der var til skibets evner.

## Tjeneste
Bygningen af skibet blev noget forsinket, fordi det første værft, der blev tegnet kontrakt med, Mare i Millwall, gik fallit, hvorefter kontrakten blev overført til naboværftet Harrison.
Harrison-værftet havde problemer med at overholde den fastsatte leveringsdato. Da krigen mellem Italien og Østrig brød ud i juni 1866, skyndte den italienske marine sig at overtage skibet, baseret på en formodning om, at den britiske regering ellers ville konfiskere det.
Affondatore forlod London den 20. juni 1866, og sluttede sig til admiral Persanos flåde i Adriaterhavet umiddelbart før slaget ved Lissa..
Under slaget fik Affondatore ikke den hovedrolle, det var tiltænkt. Admiral Persano forlod sit oprindelige flagskib og gik om bord på Affondatore i begyndelsen af slaget, og skabte derved forvirring i den italiensk kampformation og signaltjeneste.
Under slaget var Affondatore ikke særligt aktivt. På et tidspunkt havde det mulighed for at vædre det østrigske skrue-linjeskib Kaiser, der netop havde forsøgt at vædre et af de italienske skibe.
Affondatore havde kurs mod siden af Kaiser, men drejede af. Senere forklarede admiral Persano under den efterfølgende afhøring i det italienske senat, at han mente at Kaiser allerede var dømt til undergang, og han anså det for unødig grusomhed at sænke skibet og skade dets besætning.

### Ombygninger og rearmeringer
Efter slaget ved Lissa sejlede den italienske flåde til Ancona, hvor man udbedrede skader på skibene.
Den 6. august blev havnen ramt af en storm, der var så voldsom, at Affondatore tog vand ind og sank. Skibet blev hævet igen, og i årene 1867-70 blev det ombygget første gang.
I 1873 fik fartøjet monteret nye kanoner, og det var derefter en del af den aktive flåde.
I 1883-85 fik det sin anden ombygning, hvor masterne blev udskiftet med militærmaster uden rigning, og hvor der blev tilføjet mellemsvært skyts. Desuden blev skibet forsynet med nyt maskineri.
Affondatore blev ombygget for tredje gang i 1889-90, hvor det fik forøget den lette armering og fik i 1891 installeret udstyr til affyring af torpedoer, med det formål at fartøjet kunne bruges som skoleskib i torpedo-uddannelse.
Efter 41 år ophørte Affondatores aktive tjeneste i 1907.
Affondatore virkede nogle år som flydende ammunitionsdepot i Taranto, inden det blev ophugget.